# ケツとシャツ
『ケツとシャツ』（イタリア語: Culo e camicia）は、1981年（昭和56年）製作・公開、パスクァーレ・フェスタ・カンパニーレ監督のイタリア映画である。2話構成のオムニバスで、イタリア式コメディの1作である。

## 構成
1. 第一話 - 『テレ予言者』 イタリア語: Il Televeggente : 主演エンリコ・モンテザーノ
2. 第二話 - 『男と男と万歳女性』 イタリア語: Un Uomo, un uomo e... evviva una donna : 主演レナート・ポッツェット

## 略歴・概要
本作は、1981年、イタリアの映画プロデューサーであるアウレリオ・デ・ラウレンティス、ルイジ・デ・ラウレンティスの2人が経営する製作会社フィルマウロが製作を開始、オッタヴィオ・イェンマ、フランチェスコ・ヴェントゥローリ、ステファーノ・ウベツィオの3人が共同で執筆した原案をもとに、イェンマ、ウベツィオ、第二話の主演俳優であるレナート・ポッツェットの3人が共同で脚色し、ロケーション撮影等を行って完成した。同監督の1980年（昭和55年）の作品で、アドリアーノ・チェレンターノとエンリコ・モンテザーノがそれぞれ主演した『お手をどうぞ』同様の全二話構成のオムニバスである。
イタリア国内では、同年12月22日に劇場公開された。2007年（平成19年）8月28日、本作の製作元のフィルマウロが「130分」ヴァージョンのDVDを発売している。
日本では、2011年（平成23年）3月現在に至るまで劇場公開、テレビ放映、ビデオグラム販売等は行われていない。

## スタッフ
- プロデューサー : アウレリオ・デ・ラウレンティス、ルイジ・デ・ラウレンティス （Luigi De Laurentiis）、アキッレ・マンツォッティ （Achille Manzotti）
- 監督 : パスクァーレ・フェスタ・カンパニーレ
- 原作 : オッタヴィオ・イェンマ、フランチェスコ・ヴェントゥローリ （Francesco Venturoli [3]）、ステファーノ・ウベツィオ （Stefano Ubezio [4]）
- 脚本 : オッタヴィオ・イェンマ、ステファーノ・ウベツィオ、レナート・ポッツェット （Renato Pozzetto）
- 撮影 : ジャンカルロ・フェッランド （Giancarlo Ferrando [5]、後篇）、ジュゼッペ・ルッツォリーニ （Giuseppe Ruzzolini、前篇）
- 美術 : エツィオ・アルティエーリ （Ezio Altieri [6]）
- 衣裳 : マリオ・カルリーニ （Mario Carlini [7]）
- 音楽 : デット・マリアーノ （Detto Mariano）

## キャスト
クレジット順
- エンリコ・モンテザーノ （Enrico Montesano） - リックことリッカルド・アントゥオーノ
- レナート・ポッツェット - レナート

- ダニエラ・ポッジ （Daniela Poggi） - オルネッラ
- マリア・ロザリア・オマッジョ （Maria Rosaria Omaggio） - エッラ・フェッラーリ
- ジャンニ・アグース （Gianni Agus） - アンニバーレ・パネビアンコ
- レオポルド・マステッローニ （Leopoldo Mastelloni） - アルベルト・マリア・サラチーノ

アルファベット順
- エンニオ・アントネッリ （Ennio Antonelli） - 食料雑貨商
- カルロ・バーニョ （Carlo Bagno） - レナートの父
- ロベルト・カポラーリ （Roberto Caporali [8]） - 出版社主
- フォスコ・ガスペーリ （Fosco Gasperi [9]） - 受付
- カルラ・モンティ （Carla Monti [10]） - レナートの母

- ジーノ・ペルニーチェ （Gino Pernice） - カルレット・ベネデッティ
- ウンベルト・ツァネッリ （Umberto Zuanelli [11]） - ジェッペットことオルフェーオ・カネヴァーリ
- ミレッラ・ファルコ （Mirella Falco） - 電話ボックスの淑女（ノンクレジット）
- ジュゼッペ・マッロッコ （Giuseppe Marrocco [12]） - ボクシング場の男（ノンクレジット）

## 註
1. 1 2 3 4 5  Culo e camicia, インターネット・ムービー・データベース （英語）, 2011年3月10日閲覧。
2. ↑  パスクァーレ・フェスタ・カンパニーレ、allcinema ONLINE, 2011年3月10日閲覧。
3. ↑  Francesco Venturoli - IMDb（英語）, 2011年3月10日閲覧。
4. ↑  Stefano Ubezio - IMDb（英語）, 2011年3月10日閲覧。
5. ↑  Giancarlo Ferrando - IMDb（英語）, 2011年3月10日閲覧。
6. ↑  Ezio Altieri - IMDb（英語）, 2011年3月10日閲覧。
7. ↑  Mario Carlini - IMDb（英語）, 2011年3月10日閲覧。
8. ↑  Roberto Caporali - IMDb（英語）, 2011年3月10日閲覧。
9. ↑  Fosco Gasperi - IMDb（英語）, 2011年3月10日閲覧。
10. ↑  Carla Monti - IMDb（英語）, 2011年3月10日閲覧。
11. ↑  Umberto Zuanelli - IMDb（英語）, 2011年3月10日閲覧。
12. ↑  Giuseppe Marrocco - IMDb（英語）, 2011年3月10日閲覧。

## 関連事項
- イタリア式コメディ
- お手をどうぞ （it:Qua la mano） - 同監督による本作同様の全二話構成オムニバス